# Sviny (Boêmia do Sul)
Sviny é uma comuna checa localizada na região da Boêmia do Sul, distrito de Tábor.